# Championnats de France d'athlétisme 2016
Navigation
Championnats 2015 Championnats 2017
Les Championnats de France d'athlétisme « Élite » 2016 se déroulent du 24 au 26 juin 2016 au Stade du Lac de Maine d'Angers. 38 épreuves figurent au programme de cette compétition (19 masculines et 19 féminines).

## Programme
| Finales | 24 juin                                                                              | 25 juin | 26 juin |
| ------- | ------------------------------------------------------------------------------------ | --- | --- |
| Hommes  | 5 000 m, lancer du javelot, lancer du disque, décathlon (1er jour)                   | 1 500 m, lancer du poids, triple saut, 100 m, décathlon (2e jour)                                                                     | 400 m haies, lancer du marteau, 400 m, 5 000 m marche, saut en hauteur, saut à la perche, saut en longueur, 3 000 m steeple, 110 m haies, 800 m, 200 m |
| Femmes  | 5 000 m, 3 000 m steeple, lancer du javelot, saut en longueur, heptathlon (1er jour) | Lancer du disque, saut en hauteur, 100 m haies, 800 m, 100 m, saut à la perche, lancer du poids, 5 000 m marche, heptathlon (2e jour) | 400 m haies, triple saut, 1 500 m, lancer du marteau, 200 m, 400 m                                                                                     |

## Résultats

### Hommes
| Épreuves                     | Or                                        | Argent                         | Bronze                                                      |
| ---------------------------- | ----------------------------------------- | ------------------------------ | ----------------------------------------------------------- |
| 100 m Vent : + 1,9 m/s       | Jimmy Vicaut 9 s 88                       | Stuart Dutamby 10 s 12 PB      | Méba-Mickaël Zézé 10 s 21 PB                                |
| 200 m Vent : + 1,3 m/s       | Jimmy Vicaut 20 s 62                      | Mickaël-Meba Zézé 20 s 69      | Gautier Dautremer 20 s 96                                   |
| 400 m                        | Thomas Jordier 45 s 72                    | Mame-Ibra Anne 46 s 07         | Alexandre Divet 46 s 13                                     |
| 800 m                        | Aymeric Lusine 1 min 50 s 16              | Sofiane Selmouni 1 min 50 s 16 | Nasredine Khatir 1 min 50 s 26                              |
| 1 500 m                      | Florian Carvalho 3 min 44 s 70            | Bryan Cantero 3 min 44 s 87    | Martin Casse 3 min 45 s 58                                  |
| 5 000 m                      | Morhad Amdouni 14 min 12 s 33             | Benjamin Pires 14 min 17 s 32  | Valentin Pepiot 14 min 18 s 92                              |
| 110 m haies Vent : + 2,1 m/s | Dimitri Bascou 13 s 05                    | Wilhem Belocian 13 s 15        | Aurel Manga 13 s 32                                         |
| 400 m haies                  | Mamadou Kassé Hanne 50 s 26               | Ludvy Vaillant 50 s 64         | Thomas Delmestre 51 s 02                                    |
| 3 000 m steeple              | Mahiedine Mekhissi-Benabbad 8 min 29 s 01 | Djilali Bedrani 8 min 36 s 30  | Valentin Pépiot 8 min 36 s 62                               |
| 5 000 m marche               | Kévin Campion 18 min 59 s 46              | Antonin Boyez 19 min 45 s 47   | Jean Blancheteau 20 min 5 s 82                              |
| Saut en hauteur              | Mickaël Hanany 2,21 m                     | Abdoulaye Diarra 2,12 m        | Clément Gicquel Sébastien Deschamps Florian Labourel 2,12 m |
| Saut à la perche             | Renaud Lavillenie 5,95 m WL               | Kévin Ménaldo 5,80 m SB        | Stanley Joseph 5,75 m PB                                    |
| Saut en longueur             | Jean-Pierre Bertrand 8,01 m               | Kafétien Gomis 7,93 m          | Salim Sdiri 7,89 m                                          |
| Triple saut                  | Teddy Tamgho 17,15 m SB                   | Harold Correa 16,95 m          | Kevin Luron 16,89 m                                         |
| Lancer du poids              | Frédéric Dagée 19,21 m                    | Gaëtan Bucki 19,02 m           | Willy Vicaut 18,05 m                                        |
| Lancer du disque             | Lolassonn Djouhan 60,81 m                 | Stéphane Marthely 56,13 m      | Dean-Nick Allen 55,08 m                                     |
| Lancer du marteau            | Jérôme Bortoluzzi 72,81 m                 | Frédérick Pouzy 67,43 m        | Kévin Nabialek 63,75 m                                      |
| Lancer du javelot            | Killian Durechou 75,35 m                  | Jérémy Nicollin 74,24 m        | Lukas Moutarde 70,12 m                                      |
| Décathlon                    | Bastien Auzeil 8 191 pts                  | Florian Geffrouais 8 073 pts   | Jérémy Lelièvre 7 807 pts                                   |

### Femmes
| Épreuves                     | Or                                 | Argent                           | Bronze                                |
| ---------------------------- | ---------------------------------- | -------------------------------- | ------------------------------------- |
| 100 m Vent : - 0,4 m/s       | Stella Akakpo 11 s 17 PB           | Floriane Gnafoua 11 s 20 PB      | Céline Distel-Bonnet 11 s 32 SB       |
| 200 m Vent : + 0,1 m/s       | Jennifer Galais 23 s 36            | Maroussia Paré 23 s 54           | Elise Trinkler 23 s 71                |
| 400 m                        | Floria Gueï 51 s 21                | Marie Gayot 52 s 29              | Brigitte Ntiamoah 52 s 31             |
| 800 m                        | Rénelle Lamote 2 min 2 s 09        | Justine Fedronic 2 min 2 s 79    | Corane Gazeau 2 min 4 s 03            |
| 1 500 m                      | Élodie Normand 4 min 13 s 39       | Lucie Lerebourg 4 min 16 s 27    | Aurore Fleury 4 min 19 s 56           |
| 5 000 m                      | Alice Rocquain 16 min 20 s 28      | Lucie Picard 16 min 28 s 52      | Samira Mezeghrane-Saad 16 min 34 s 28 |
| 100 m haies Vent : + 0,1 m/s | Cindy Billaud 12 s 83 SB           | Sandra Gomis 13 s 01             | Aïsseta Diawara 13 s 17               |
| 400 m haies                  | Phara Anacharsis 57 s 01           | Maëva Contion 57 s 53            | Anaïs Lufutucu 57 s 66                |
| 3 000 m steeple              | Aisse Sow 9 min 54 s 18            | Maeva Danois 9 min 54 s 36       | Claire Perraux 10 min 2 s 79          |
| 5 000 m marche               | Émilie Menuet 21 min 51 s 91       | Violaine Averous 22 min 56 s 69  | Amandine Marcou 23 min 10 s 21        |
| Saut en hauteur              | Marine Vallet 1,88 m PB            | Nawal Meniker 1,84 m             | Solène Gicquel 1,80 m                 |
| Saut à la perche             | Ninon Guillon-Romarin 4,40 m       | Vanessa Boslak 4,30 m            | Maria Leonor Tavares 4,20 m           |
| Saut en longueur             | Haoua Kessely 6,41 m               | Rougui Sow 6,39 m                | Éloyse Lesueur 6,34 m                 |
| Triple saut                  | Jeanine Assani Issouf 14,40 m (PB) | Nathalie Marie-Nely 14,01 m      | Rouguy Diallo 13,88 m                 |
| Lancer du poids              | Jessica Cérival 17,47 m            | Rose Sharon Pierre Louis 15,81 m | Caroline Metayer 15,21 m              |
| Lancer du disque             | Mélina Robert-Michon 63,40 m       | Pauline Pousse 62,68 m PB        | Mélanie Pingeon 52,79 m               |
| Lancer du marteau            | Alexandra Tavernier 66,73 m        | Lætitia Bambara 66,65 m          | Amy Sene 64,10 m                      |
| Lancer du javelot            | Mathilde Andraud 54,05 m           | Séphora Bissoly 53,90 m          | Alexie Alais 53,89 m                  |
| Heptathlon                   | Annaelle Nyabeu Djapa 5 768 pts    | Laura Arteil 5 735 pts           | Sandra Jacmaire 5 626 pts             |